# Аз, Адольф
Луи́ Вале́р Адо́льф Аз (фр. Louis Valère Adolphe Aze; 6 марта 1822 или 4 марта 1823, Париж, Франция — 19 или 25 марта 1884, там же) — французский художник.

## Биография
Родился в Париже. Ученик Жозефа Николя Робера-Флёри. Совершил путешествие по Италии и восточным странам, где написал множество пейзажей. Автор многочисленных живописных полотен на исторические темы, среди которых «Диана и Эндимион» (1851), «Совет кардиналов» (1851), «Награждение Жана Гужона герцогом Анжуйским» (1855), «Козимо Медичи убивает своего сына на улице Венеции», «Разговор Филиппа II с Доном Карлосом» и другие.
Начиная с 1845 года многократно принимал участие в Парижском салоне, где дважды был удостоен медали 3-го класса (в 1851 и в 1863 годах).

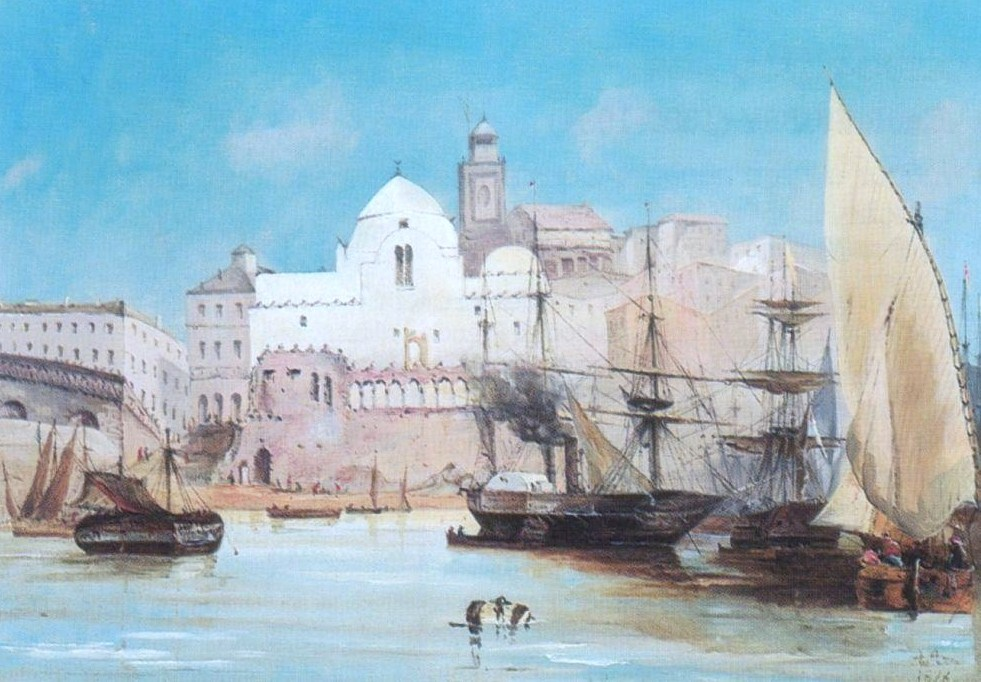
Суда в алжирском порту
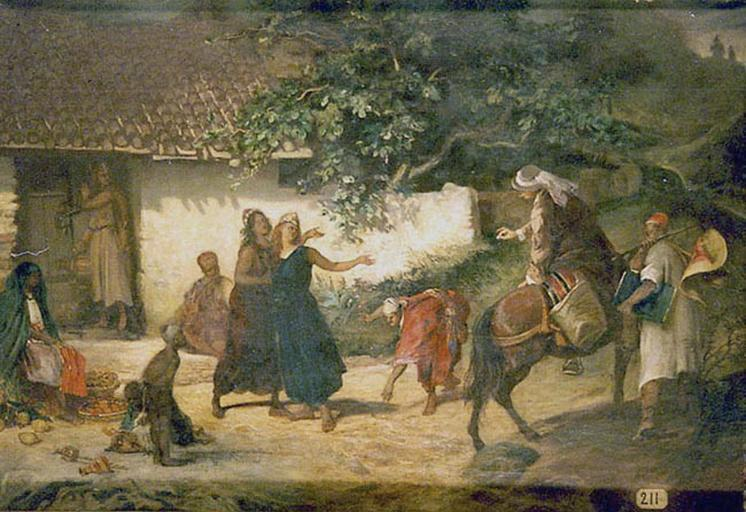
Отъезд художника. Египетская сценка
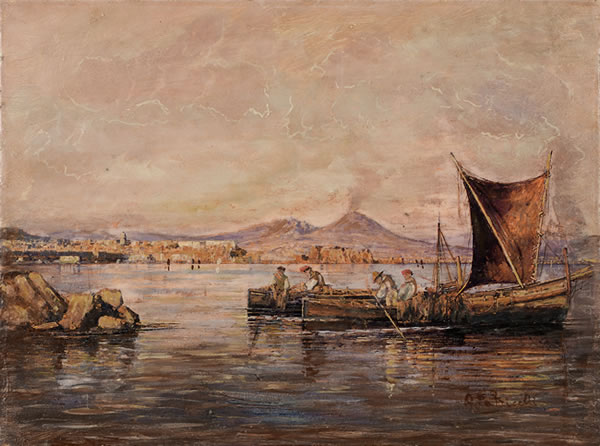
Неаполитанский залив
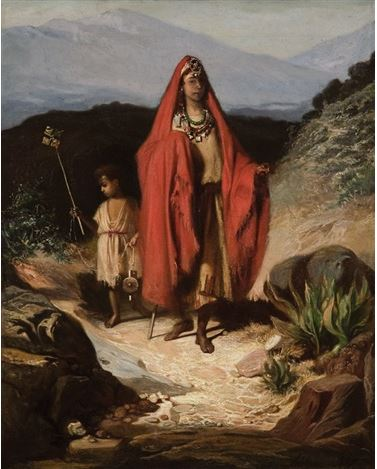
В поисках источника
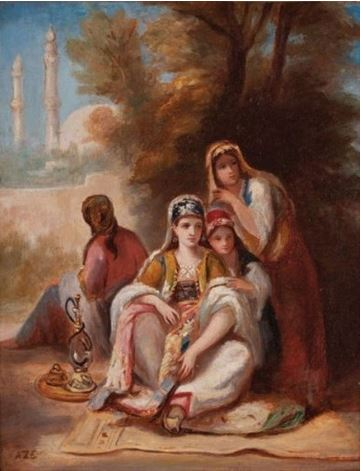
Восточные девушки